# 阿迪斯·拉津斯
阿迪斯·拉津斯（1986年5月3日—）是一位拉脫維亞足球運動員。在場上的位置是中場。他現在效力於拉脫維亞足球超級聯賽球隊葉爾加瓦足球俱樂部。他也代表拉脫維亞國家足球隊參加比賽。